# Banjica (Istok)
Pour les articles homonymes, voir Banjica.
Banjicë en albanais et Banjica en serbe latin (en serbe cyrillique : Бањица) est une localité du Kosovo située dans la commune/municipalité d'Istog/Istok et dans le district de Pejë/Peć. Selon le recensement kosovar de 2011, elle compte 552 habitants.
La localité est également connue sous d'autres noms albanais comme Llixhë e Pejës, Bajëza ou Bajicë.

## Histoire
Sur le territoire du village se trouve un site archéologique remontant aux Ier-IVe siècles, proposé pour une inscription sur la liste des monuments culturels du Kosovo. Les vestiges d'une église paléochrétienne remontant au VIe siècle, mentionnés par l'Académie serbe des sciences et des arts, sont inscrits sur la liste kosovare.

## Démographie

### Évolution historique de la population dans la localité
| 1948 | 1953 | 1961 | 1971 | 1981 | 1991 | 2011 |
| ---- | ---- | ---- | ---- | ---- | ---- | ---- |
| 403  | 455  | 485  | 612  | 710  | 794  | 552  |

|  |

### Répartition de la population par nationalités (2011)
En 2011, les Albanais représentaient 86,91 % de la population et les Bosniaques 7,07 %.